# 全日本学生テニス選手権大会
全日本学生テニス選手権大会（ぜんにほんがくせい―せんしゅけんたいかい）は、毎年8月に開催されるテニス大会である。全日本学生テニス連盟主催、日本テニス協会共催、ブリヂストンスポーツ特別協賛。UNIVAS CUP指定大会。

## 概要
毎年8月に開かれる学生テニスの最高峰である。
男女各シングルス・ダブルスで実施。ドローはシングルス96、ダブルス48。

## 歴史
第1回は1928年に開催され、戦争による休止を経て毎年行われている。
女子は1957年より行われている。

## 歴代記録
| 年   | 男子シングルス | 女子シングルス     | 男子ダブルス             | 女子ダブルス             |
| ---- | -------------- | ------------------ | ------------------------ | ------------------------ |
| 2023 | 藤原智也       | 吉本菜月           | 太田空／加藤木塁         | 齋藤優寧／神鳥舞         |
| 2024 | 髙悠亜（日大） | 山口花音（関西大） | 有本響／菅谷優作（慶大） | 小畑莉音／平田葵（早大） |